# Andahuaylas
Andahuaylas è una città del Perù, nella regione di Apurímac, capoluogo della provincia di Andahuaylas. Con i suoi 34 000 abitanti è la seconda città della regione dopo la capitale Abancay.
Nella città vi è un aeroporto, l'aeroporto di Andahuaylas, il più importante della regione.